# لوچانو اورودیزیو
لوچانو اورودیزیو (ایتالیایی: Luciano Odorisio؛ زادهٔ ۷ مارس ۱۹۴۲) کارگردان فیلم، هنرپیشه و فیلم‌نامه‌نویس اهل ایتالیا است.
از فیلم‌ها یا مجموعه‌های تلویزیونی که وی در آن‌ها نقش داشته است، می‌توان به شوپن و من و پسرم - ماجراهای جدید برای کمیسر ویوالدی اشاره نمود.